# Sardegna (cuirassé)
Le Sardegna était le troisième des trois navires cuirassés de la classe Re Umberto construits pour la Marine royale talienne (Regia Marina). La pose de la quille du navire, qui porte le nom de l'île de Sardaigne, a été faite à La Spezia en octobre 1884, et il a été lancé en septembre 1890 et achevé en février 1895. Il était armé d'une batterie principale de quatre canons de 340 mm (13,5 pouces) et avait une vitesse de pointe de 20,3 nœuds (37,6 km/h) - bien qu'au prix d'une protection blindée - et il fut l'un des premiers navires de guerre à être équipé d'un télégraphe sans fil.
Le Sardegna a passé la première décennie de sa carrière dans l'escadron actif de la flotte italienne. Par la suite, il a été transféré à l'escadron de réserve et, en 1911, il faisait partie de la division de formation. Il prend part à la guerre italo-turque de 1911-1912, où il escorte des convois vers l'Afrique du Nord et soutient les forces italiennes à terre en bombardant les troupes ottomanes. Pendant la Première Guerre mondiale, le Sardegna a servi de navire-amiral des forces navales défendant Venise contre une éventuelle attaque de la marine austro-hongroise, qui ne s'est pas matérialisée. Après que la ville ait été menacée à la suite de la bataille de Caporetto en novembre 1917, le navire a été retiré à Brindisi, puis à Tarente, où il a continué à servir comme navire de garde. Il a pris part aux opérations alliées en Turquie en 1919-1922, et après son retour en Italie en 1923, il a été démoli pour la ferraille.

## Conception et description

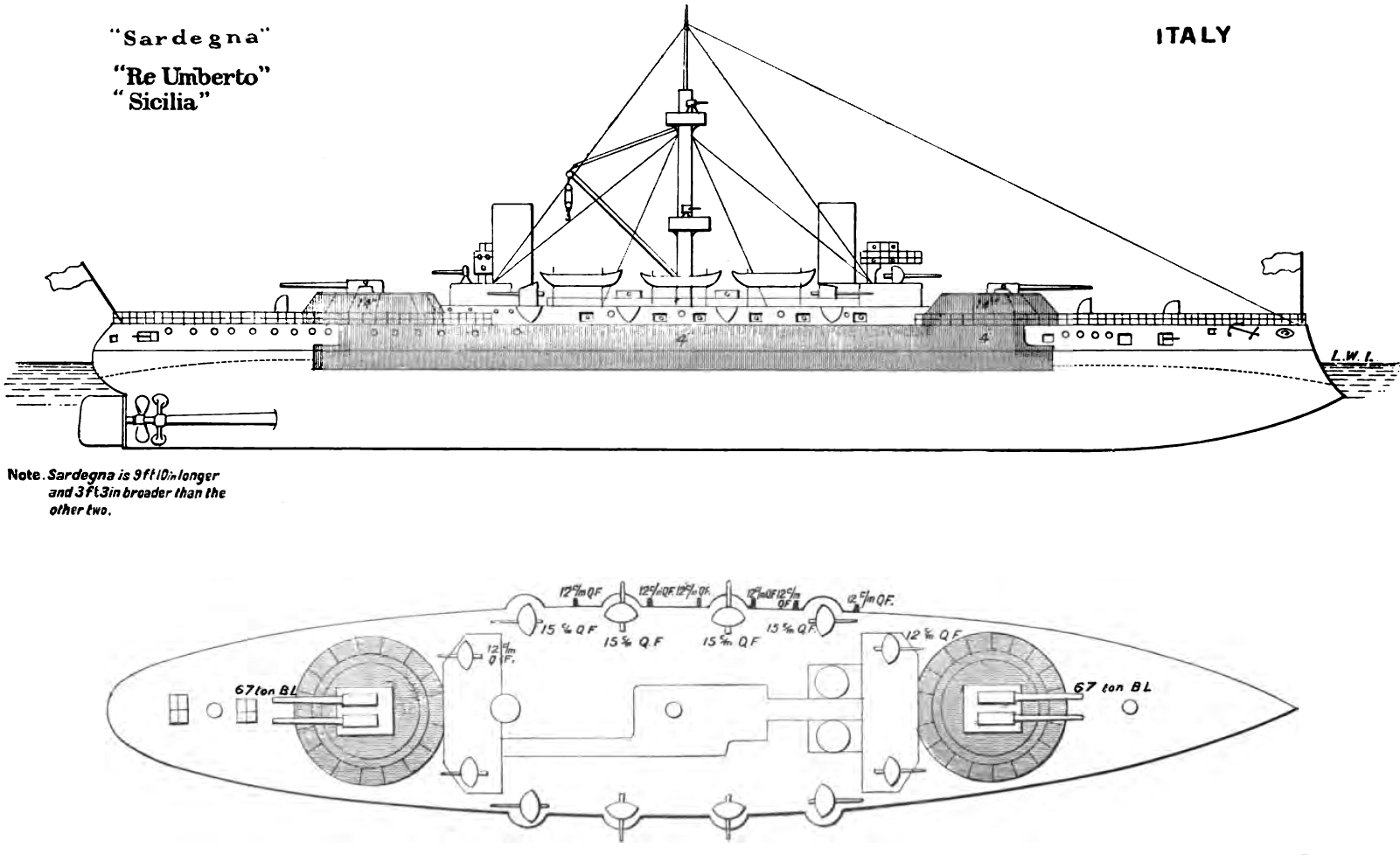
Plan et dessin de profil de la classe "Re Umberto".

Le Sardegna avait une longueur totale (LHT) de 130,73 mètres, une largeur de 23,44 m et un tirant d'eau moyen de 8,84 m. Il déplaçait 13 641 tonnes longues (13 860 tonnes) en charge normal et jusqu'à 15 426 tonnes longues (15 674 tonnes) à pleine charge. Le navire avait une proue inversée avec un éperon sous la ligne de flottaison. Il était équipé d'un seul mât militaire situé au milieu du navire, qui comportait des plateaux de combat pour certains des canons légers. La superstructure du navire comprenait un poste de commandement à l'avant et un poste de commandement secondaire à l'arrière. L'équipage était composé de 794 officiers et hommes. Le Sardegna a été l'un des premiers navires de guerre équipés du nouveau télégraphe sans fil de Guglielmo Marconi.
Son système de propulsion consistait en une paire de moteurs à vapeur à triple-expansion, chacun entraînant une hélice unique, la vapeur étant fournie par dix-huit chaudières cylindriques à tubes de fumée alimentées au charbon. Les chaudières étaient évacuées par trois cheminées, deux placées côte à côte juste à l'arrière du poste de pilotage et la troisième beaucoup plus à l'arrière. Ses moteurs produisaient une vitesse de pointe de 20,3 nœuds (37,6 km/h) à 22 800 chevaux-vapeur indiqués (17 000 kW). Les chiffres précis de son rayon d'action n'ont pas été conservés, mais les navires de sa classe pouvaient parcourir de 4 000 à 6 000 milles nautiques (7 400 à 11 100 km) à une vitesse de 10 nœuds (19 km/h).
Le Sardegna était armé d'une batterie principale de quatre canons de 343 mm (13,5 pouces) de calibre 30, montés dans deux tourelles jumelées, une à chaque extrémité du navire. Il portait une batterie secondaire de huit canons de 152 mm (6 pouces) de calibre 40 placés séparément dans des supports blindés au sommet du pont supérieur, avec quatre canons sur chaque flanc. La défense à courte portée contre les torpilleurs était assurée par une batterie de seize canons de 120 mm (4,7 pouces) dans des casemates sur le pont supérieur, huit sur chaque bord. Ces canons étaient appuyés par vingt canons de 57 mm (2,2 pouces) de calibre 43 et dix canons de 37 mm (1,5 pouces). Comme il était d'usage pour les navires capitaux (Capital ship) de l'époque, il transportait cinq tubes lance-torpilles de 450 mm (17,7 pouces) dans des lanceurs au-dessus de l'eau.
Le navire était légèrement blindé pour sa taille. Il était protégé par un blindage de ceinture de 102 mm d'épaisseur; la ceinture était assez étroite et ne couvrait que la partie centrale de la coque, de l'avant au canon principal de la batterie arrière. Le pont est blindé sur 76 mm d'épaisseur et le poste de commandement est blindé sur 300 mm de plaques d'acier. Les tourelles avaient des faces de 102 mm d'épaisseur et les barbettes de soutien avaient de l'acier de 349 mm d'épaisseur.

## Histoire de service
Le Sardegna a été nommé par rapport à l'île de Sardaigne. Le Sardegna a été construit par l'Arsenal de La Spezia à La Spezia. Sa quille a été posée le 24 octobre 1884 et il a été lancé le 20 septembre 1890 et achevé le 16 février 1895. Après son entrée en service, le Sardegna a été affectée à la 2e division de l'escadron de réserve en tant que navire-amiral, avec le vieux cuirassé Ruggiero di Lauria et le croiseur torpilleur Aretusa. À l'époque, les navires de l'escadron de réserve étaient basés à La Spezia. Le Sardegna a rejoint les cuirassés Re Umberto, Ruggiero di Lauria et Andrea Doria et les croiseurs Stromboli, Etruria et Partenope pour une visite à Spithead au Royaume-Uni en juillet 1895. Plus tard dans l'année, l'escadron s'est arrêté en Allemagne pour la célébration de l'ouverture du canal Kaiser Wilhelm à Kiel. Pendant cette escale, le Sardegna s'échoue accidentellement devant le canal, bloquant l'entrée pendant plusieurs jours.
Les trois navires de la classe (le Re Umberto, le Sicilia et le Sardegna) participent aux manœuvres navales de 1896 dans la mer Tyrrhénienne.
En 1903, l'escadron actif est en service pendant sept mois, le reste de l'année étant passé en équipage réduit. En 1904-1905, le Sardegna et ses navires-jumeaux sont en service avec l'escadron actif, qui est maintenu en service pendant neuf mois de l'année, avec trois mois en commission réduite. L'année suivante, les navires sont transférés à l'escadre de réserve, avec les trois "Ruggiero di Laurias" et le cuirassé Enrico Dandolo, trois croiseurs et seize torpilleurs. Cette escadre n'entre en service actif que deux mois par an pour des manœuvres d'entraînement, et le reste de l'année est passé avec des équipages réduits. Le Sardegna est toujours dans l'escadre de réserve en 1908, avec ses deux navires-jumeaux et les deux cuirassés de classe Ammiraglio di Saint Bon. À cette époque, l'escadron de réserve était maintenu en service pendant sept mois de l'année.

### Guerre Italo-turque

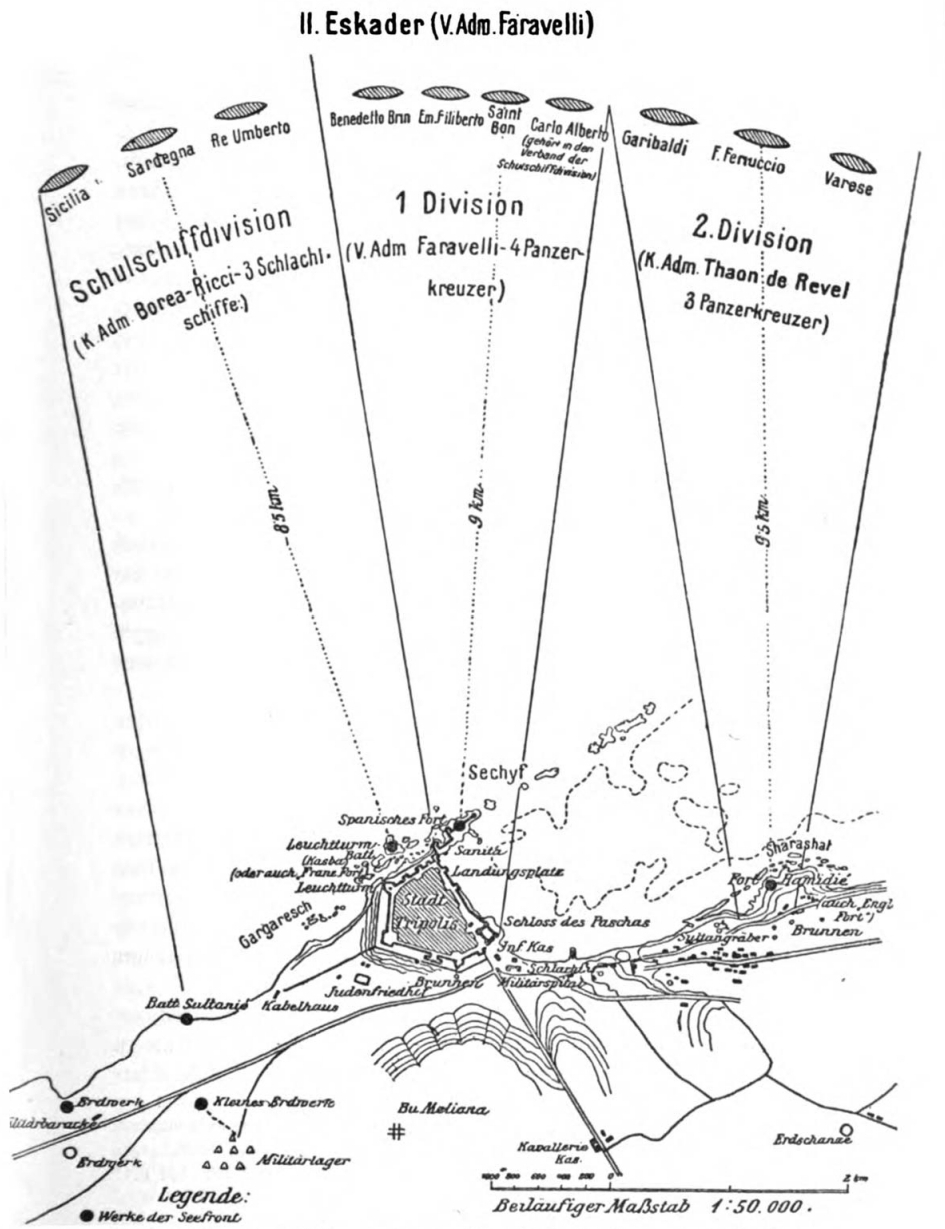
Carte montrant le bombardement de Tripoli

Le 29 septembre 1911, le royaume d'Italie déclare la guerre à l'Empire ottoman afin de s'emparer de la Libye. À l'époque, le Sardegna et ses deux navires-jumeaux sont affectés à la Division d'instruction, avec le vieux croiseur blindé Carlo Alberto, sous le commandement du contre-amiral Raffaele Borea Ricci D'Olmo. Les 3 et 4 octobre, le Sardegna et ses navires-jumeaux sont chargés de bombarder le Fort Sultanje, qui protège l'approche occidentale de Tripoli. Les navires ont utilisé leurs canons de 6 pouces pour attaquer le fort afin de préserver leur stock d'obus de 13,5 pouces. Au matin du 4, les tirs des navires avaient réduit au silence les canons du fort, permettant aux forces de débarquement de descendre à terre et de prendre la ville. Les navires de la division d'instruction ont ensuite alterné entre Tripoli et Khoms pour soutenir les garnisons italiennes dans les deux villes; le Sardegna et le Sicilia ont notamment repoussé une attaque ottomane majeure sur Tripoli du 23 au 26 octobre, en soutenant le flanc gauche italien contre des assauts ottomans concertés. Au cours de cet engagement, le Sardegna a utilisé un avion de repérage pour aider à diriger le feu de ses canons, ce qui était la première fois qu'un avion était utilisé dans ce rôle. En décembre, les trois navires étaient stationnés à Tripoli, où ils ont été remplacés par les vieux navires cuirassés Italia et Lepanto. Le Sardegna et ses navires-jumeaux sont revenus à La Spezia, où ils ont été réapprovisionnés en munitions et en fournitures.
En mai 1912, la division d'instruction a patrouillé la côte, mais n'a pas vu d'action. Le mois suivant, le Sicilia et ses navires-jumeaux, ainsi que six torpilleurs, ont escorté un convoi transportant une brigade d'infanterie à Buscheifa, l'un des derniers ports de Libye encore sous contrôle ottoman. La force italienne est arrivée au large de la ville le 14 juin et a effectué un débarquement; après avoir pris la ville, les forces italiennes se sont ensuite dirigées vers Misrata. Le Sardegna et le reste des navires ont continué à soutenir l'avancée jusqu'à ce que les Italiens aient sécurisé la ville le 20 juillet. La division d'entrainement est ensuite retournée en Italie, où elle a rejoint l'escorte d'un autre convoi le 3 août, cette fois à destination de Zouara, le dernier port aux mains des Ottomans. Les navires ont couvert le débarquement à 4 km à l'est de Zouara deux jours plus tard, qui a été rejoint par des attaques de soutien de l'ouest et du sud. Avec la prise de la ville, l'Italie contrôlait désormais toute la côte libyenne. Le 14 octobre, les Ottomans ont accepté de signer un traité de paix pour mettre fin à la guerre.

### Carrière ultérieure

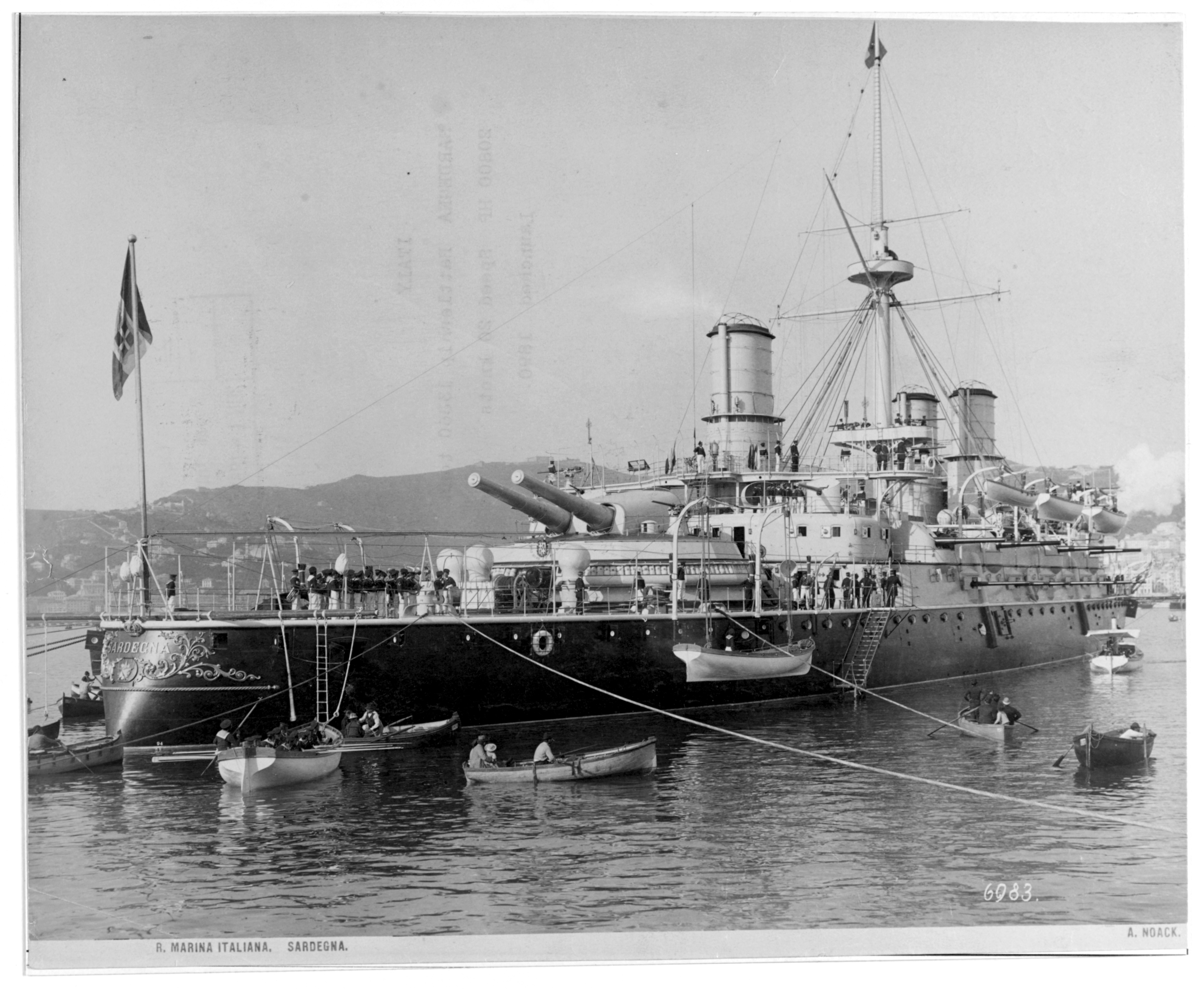
Le Sardegna vers 1895

L'Italie avait déclaré sa neutralité au début de la Première Guerre mondiale, mais en mai 1915, la Triple Entente avait convaincu les Italiens d'entrer en guerre contre les Puissances centrales. L'amiral Paolo Thaon di Revel, chef d'état-major de la marine italienne, estimait que la menace que représentaient les sous-marins et les mines navales austro-hongrois dans les eaux étroites de l'Adriatique était trop sérieuse pour qu'il puisse utiliser la flotte de manière active. Revel décida plutôt de mettre en place un blocus à l'extrémité sud de l'Adriatique, relativement plus sûre, avec la flotte principale, tandis que des navires plus petits, comme les vedettes-torpilleurs MAS, menaient des raids sur les navires et les installations austro-hongrois. De leur côté, les Austro-Hongrois ont adopté une stratégie similaire, car ils ne voulaient pas non plus risquer les unités lourdes de leur flotte. Le Sardegna a été le navire-amiral des forces navales de l'Adriatique du Nord après l'entrée en guerre du royaume d'Italie. Les forces navales de l'Adriatique du Nord comprenaient également les deux vieux cuirassés de la classe Ammiraglio di Saint Bon, deux croiseurs et plusieurs embarcations plus petites. Ces navires avaient pour mission de défendre Venise contre les attaques austro-hongroises; ce service a duré jusqu'au 15 novembre 1917. Comme ni les Italiens ni les Austro-Hongrois n'étaient disposés à risquer les unités principales de leurs flottes, le Sardegna a eu une carrière sans histoire pendant la guerre,.
Le navire a ensuite été transféré à Brindisi pour être utilisé comme navire de défense portuaire. La raison de son retrait était la défaite italienne majeure à la bataille de Caporetto; l'avance allemande et austro-hongroise menaçait de continuer jusqu'à Venise. A Venise, tous ses canons secondaires et légers ont été retirés, le laissant avec seulement ses canons de batterie principale. Il est équipé d'une petite batterie de canons antiaériens, composée de quatre canons de 3 pouces (76 mm) /40 et de deux mitrailleuses. Le 10 juin 1918, le Sardegna est transféré à Tarente, où il continue à servir comme navire de garde.
Il participe aux opérations alliées à Constantinople après la fin de la guerre, du 7 novembre 1919 au 5 avril 1922. Le navire ne reste pas longtemps en service après son retour en Italie. Il est rayé de la liste de la Marine le 4 janvier 1923 et ensuite démoli pour la ferraille.

## Sources
- (en) Cet article est partiellement ou en totalité issu de l’article de Wikipédia en anglais intitulé « talian ironclad Sardegna » (voir la liste des auteurs).